# Генивалаа, Нестер
Нестер Генивалаа (англ. Nester Geniwala'a; род. 22 марта 1977) — соломонская легкоатлетка, специалистка по бегу на короткие дистанции. Выступала за сборную Соломоновых Островов по лёгкой атлетике в середине 1990-х годов, участница летних Олимпийских игр в Атланте.

## Биография
Нестер Генивалаа родилась 22 марта 1977 года.
Наивысшего успеха в своей спортивной карьере добилась в сезоне 1996 года, когда вошла в основной состав соломонской национальной сборной и благодаря череде удачных выступлений удостоилась права защищать честь страны на летних Олимпийских играх в Атланте. На предварительном квалификационном этапе бега на 100 метров показала время 13,74 секунды, установив тем самым свой личный рекорд в данной дисциплине, однако этого результата оказалось недостаточно для прохождения в следующую стадию соревнований. Таким образом, Генивалаа стала первой женщиной, выступившей на Олимпийских играх от Соломоновых Островов.
После атлантской Олимпиады Нестер Генивалаа больше не показывала сколько-нибудь значимых результатов в лёгкой атлетике на международной арене.